# Łukasz Fabiański
Łukasz Marek Fabiańskiⓘ (ur. 18 kwietnia 1985 w Kostrzynie nad Odrą) – polski piłkarz, występujący na pozycji bramkarza w angielskim klubie West Ham United.
W latach 2006–2021 reprezentant Polski. Uczestnik Mistrzostw Świata 2006, 2018 i Mistrzostw Europy 2008, 2016, 2020. 
W sezonie 2005/2006 zdobył mistrzostwo Polski z Legią Warszawa. W 2007 trafił do Arsenalu, gdzie w ciągu siedmiu sezonów występował w rozgrywkach Premier League oraz debiutował w Lidze Mistrzów UEFA. W sezonie 2013/2014 zdobył z klubem Puchar Anglii, będąc podstawowym bramkarzem podczas meczu finałowego na Wembley. W 2014 po wygaśnięciu kontraktu dołączył do walijskiego klubu Swansea City, gdzie w ciągu czterech lat rozegrał 150 spotkań i dwukrotnie wybierany był najlepszym piłkarzem klubu. W 2018 dołączył do West Hamu United i w tym samym roku został wybrany najlepszym piłkarzem klubu. W 2021 został wybrany najlepszym bramkarzem Londynu, a w sezonie 2022/2023 wygrał z klubem rozgrywki Ligi Konferencji Europy UEFA.
Piłkarz roku w plebiscycie Piłki Nożnej w 2018. Dwukrotnie wybrany najlepszym bramkarzem Ekstraklasy (2006, 2007), laureat Złotych Butów w plebiscycie redakcji Sportu w 2006.

## Kariera klubowa

### Początki kariery
Łukasz Fabiański urodził się w Kostrzynie nad Odrą, a wychowywał się w Słubicach, skąd pochodzi jego rodzina. Swoją karierę piłkarską rozpoczął w 1999 w juniorskiej drużynie Polonii Słubice. Następnie, w wieku 15 lat dołączył do MSP Szamotuły. W trakcie swojej kariery grał następnie w drużynach Lubuszanina Drezdenko, Sparty Brodnica oraz Mieszka Gniezno.
W 2004 ukończył I Liceum Ogólnokształcące im. ks. Piotra Skargi w Szamotułach. W tym samym roku podpisał pierwszy zawodowy kontrakt z Lechem Poznań i odbył staż w Arsenalu. Ostatecznie odrzucił ofertę kontraktu w Londynie i wrócił do Polski. W drużynie Lecha Fabiański był zawodnikiem rezerwowym, zagrał jedynie w meczu Pucharu Polski przeciwko Arce Gdynia.

### Legia Warszawa
W przerwie zimowej przeszedł do Legii Warszawa, mieszkał na warszawskiej Białołęce. W Ekstraklasie zadebiutował 24 lipca 2005, kiedy to wystąpił w spotkaniu z Arką Gdynia. Po odejściu Artura Boruca do Celticu został pierwszym bramkarzem warszawskiej drużyny. W sezonie 2005/2006 wystąpił we wszystkich meczach swojej ekipy (w sezonie 2005/2006 wystąpił w każdej minucie wszystkich 30 meczów ligowych jego drużyny). W tym sezonie został również mistrzem Polski oraz otrzymał piłkarskiego Oscara w kategorii najlepszy bramkarz. Ten drugi sukces powtórzył również rok później.

### Arsenal

Łukasz Fabiański w barwach Arsenalu (2010)

26 maja 2007 przeszedł do Arsenalu za 4 mln 350 tys. euro. W nowej drużynie zadebiutował 25 września 2007 w wygranym 2:0 spotkaniu Pucharu Ligi z Newcastle United W Premier League pierwszy występ zaliczył 28 kwietnia 2008 w meczu z Derby County, zakończony zwycięstwem Kanonierów 6:2. Debiutancki sezon w Arsenalu zakończył z trzema występami ligowymi oraz pięcioma pucharowymi.
5 listopada 2008 zaliczył pierwszy występ w Lidze Mistrzów, kiedy to zagrał w zremisowanym 0:0 spotkaniu z tureckim Fenerbahçe SK. Polak występował przez pełne 90 minut. Drugi mecz w Lidze Mistrzów rozegrał 7 kwietnia 2009 z Villarrealem CF zmieniając w 30. minucie Manuela Almunię.
Sezon 2010/2011 rozpoczął jako bramkarz rezerwowy. 21 września 2010 pierwszy raz w sezonie wystąpił w oficjalnym meczu w Pucharze Ligi Angielskiej na White Hart Lane przeciwko Tottenhamowi Hotspur Arsenal wygrał mecz 4:1 w dogrywce, ale na Fabiańskiego spadła fala krytyki za bramkę Robbiego Keane’a. Po meczu sam przyznał, że powinien był obronić ten strzał. Tydzień później rozegrał drugi mecz w sezonie – w Lidze Mistrzów przeciwko FK Partizanowi. Zagrał dobre spotkanie i obronił karnego w ostatnich minutach spotkania. Trener Arsenalu, Arsène Wenger, wyznał, że wreszcie widzimy zawodnika, którego on od dawna widział na treningach.
Od tamtej pory Łukasz Fabiański był pierwszym bramkarzem Arsenalu. Utrzymał czyste konto w meczu przeciwko Manchesterowi City zostając wybrany przez kibiców Arsenalu bohaterem meczu. Wenger wyznał, że Fabiański może pozostać bramkarzem numer jeden na stałe. Utrzymał czyste konto w meczu z Wolverhampton Wanderers, a następnie z Evertonem, gdzie został uznany za bohatera meczu przez Sky Sports. Po tym spotkaniu Arsène Wenger powiedział, że Fabiański może zostać jednym z najlepszych bramkarzy Premier League. Doznał kontuzji po meczu przeciwko Manchesterowi City 5 stycznia 2011. Uraz wyeliminował go z gry do końca sezonu. W bramce zastąpił go Wojciech Szczęsny.
Łukasz Fabiański powrócił po kontuzji w meczu przeciwko 1. FC Köln. Wszedł z ławki rezerwowych w 69. minucie. Następnie rozegrał połowę spotkania z New York Red Bulls w ramach Emirates Cup oraz połowę meczu z SL Benfiką. Sezon rozpoczął jednak jako bramkarz rezerwowy. Wystąpił w spotkaniach o Puchar Ligi oraz w kończącym fazę grupową Ligi Mistrzów meczu z Olympiakosem SFP, w którym nabawił się kolejnej kontuzji. Po raz kolejny zagrał podczas meczu Pucharu Anglii 18 lutego z Sunderlandem przegranym przez jego zespół 0:2.
Pierwszy występ w sezonie 2012/2013 miał miejsce w czasie ćwierćfinałowego rewanżu w Lidze Mistrzów z Bayernem Monachium w dniu 13 marca 2013. W meczu tym Łukasz Fabiański zachował czyste konto, a Arsenal wygrał 2:0. Rozegrał także kilka meczów ligowych zastępując w bramce Wojciecha Szczęsnego, lecz znów nabawił się kontuzji, która wykluczyła go z gry.

Fabiański podczas treningu przed meczem z Chelsea (2012)

Sezon 2013/2014 po raz kolejny rozpoczął jako rezerwowy. Występował jedynie w meczach Pucharu Ligi oraz Pucharu Anglii. 10 lutego ogłosił, że po sezonie odejdzie z Arsenalu. 19 lutego w meczu Ligi Mistrzów z Bayernem Monachium pojawił się na boisku na skutek czerwonej kartki dla Wojciecha Szczęsnego. 12 kwietnia w półfinałowym meczu Pucharu Anglii z Wigan Athletic obronił dwa rzuty karne, a Arsenal awansował do finału. 17 maja 2014 po finałowym meczu z Hull City, zdobył z klubem Puchar Anglii.

### Swansea City

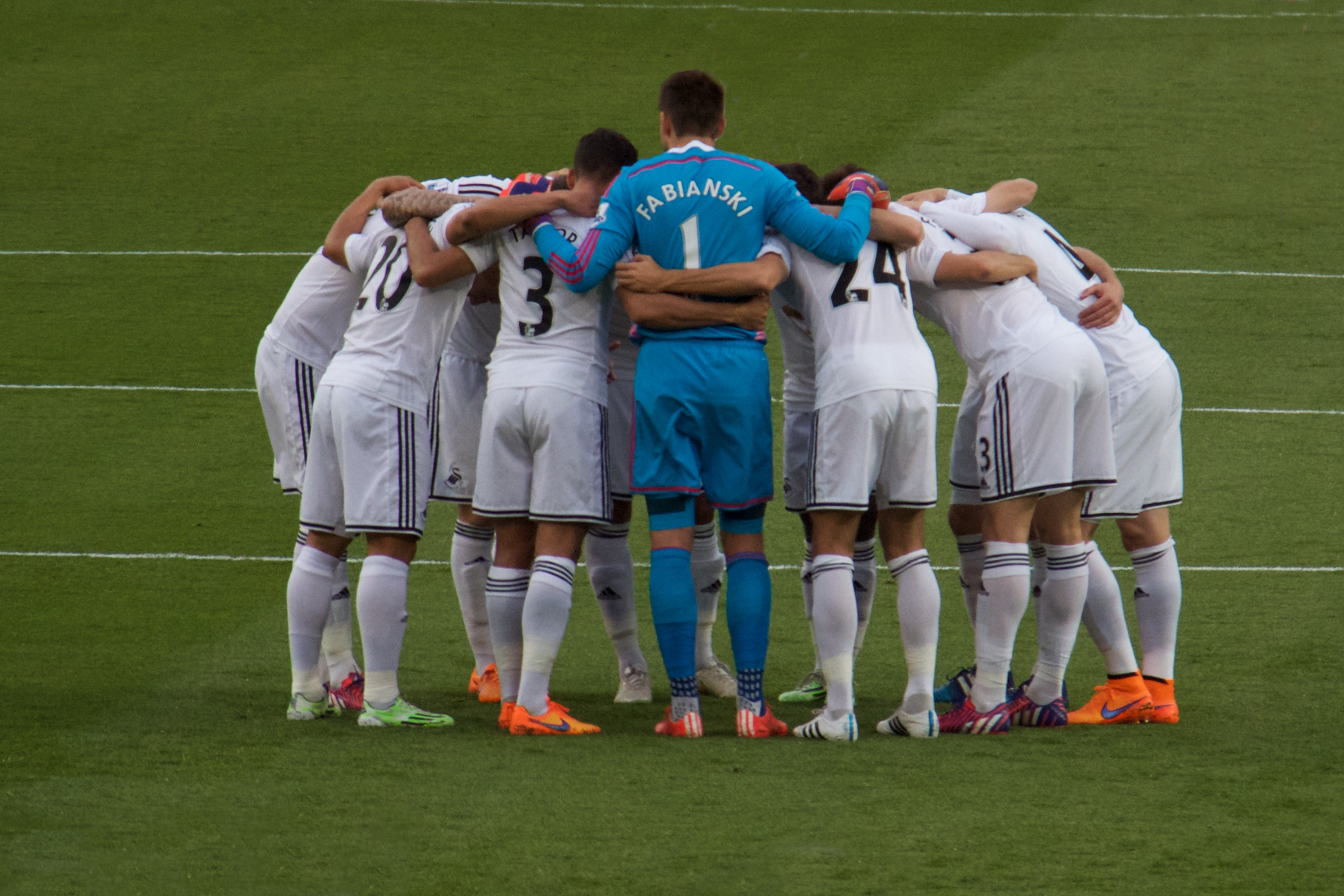
Łukasz Fabiański z drużyną Swansea (2015)

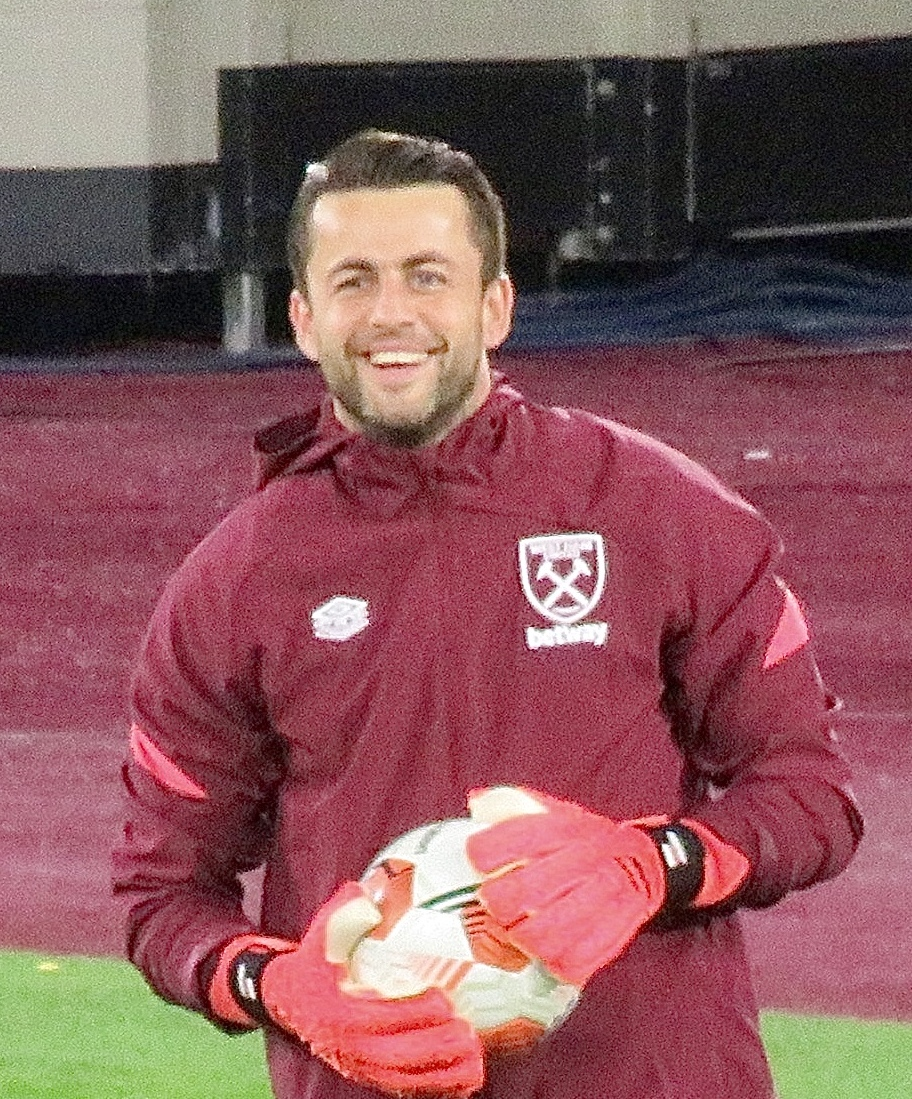
Łukasz Fabiański jako piłkarz WHU (2021)

1 lipca 2014, po wygaśnięciu kontraktu z Arsenalem, Fabiański został zawodnikiem walijskiego Swansea City Otrzymał bluzę z numerem „1”. W nowym klubie zadebiutował 16 sierpnia 2014 w rozgrywanym na Old Trafford meczu 1. kolejki Premier League przeciwko Manchesterowi United wygranym przez Swansea 2:1. 11 maja 2015 zachował czyste konto, a także został wybrany najlepszym zawodnikiem wygranego 1:0 meczu z Arsenalem, który był jego pierwszym powrotem na Emirates Stadium. W sezonie 2014/2015 zagrał w 37 ligowych meczach, trzynastokrotnie zachowując czyste konto. Pod koniec sezonu brytyjski magazyn „Four Four Two” wybrał Fabiańskiego najlepszym bramkarzem sezonu w Premier League, a klub uznał Polaka m.in. najlepszym zawodnikiem walijskiego klubu. 6 lipca 2015 podpisał nowy, czteroletni kontrakt z klubem, obowiązujący do 30 czerwca 2019. W sezonie 2017/2018 wystąpił we wszystkich 38 ligowych meczach Swansea i jako trzeci bramkarz z pięciu najlepszych lig w Europie obronił łącznie 136 strzałów na bramkę, w tym trzy rzuty karne, a po jego zakończeniu kibice wybrali go najlepszym piłkarzem sezonu. Mimo tego, drużyna zajęła 18. miejsce w tabeli i spadła z Premier League.

### West Ham United
20 czerwca 2018 podpisał trzyletni kontrakt z angielskim klubem West Ham United. W drużynie Młotów zadebiutował 12 sierpnia 2018 w meczu 1. kolejki Premier League przeciwko Liverpoolowi. West Ham przegrał na Anfield 0:4. W marcu 2021 roku Fabiański przedłużył kontrakt z West Hamem do czerwca 2022 roku. 12 stycznia 2022 roku Fabiański zaliczył swój 300. występ w Premier League w wygranym 2:0 meczu z Norwich City, stając się tym samym pierwszym zawodnikiem z Polski, który osiągnął ten wynik.
W lipcu 2022 roku przedłużył kontrakt do lata 2023 roku. Po tym jak rozegrał pierwsze 24 mecze dla West Hamu w Premier League w sezonie 2022/2023, 25 lutego 2023 roku złamał kość policzkową i oczodół w domowym meczu przeciwko Nottingham Forest. Musiał zejść z boiska w 69. minucie i został zastąpiony przez Alphonse'a Areolę. W lipcu 2023 roku przejął rolę kapitana po Declanie Risie.

## Kariera reprezentacyjna

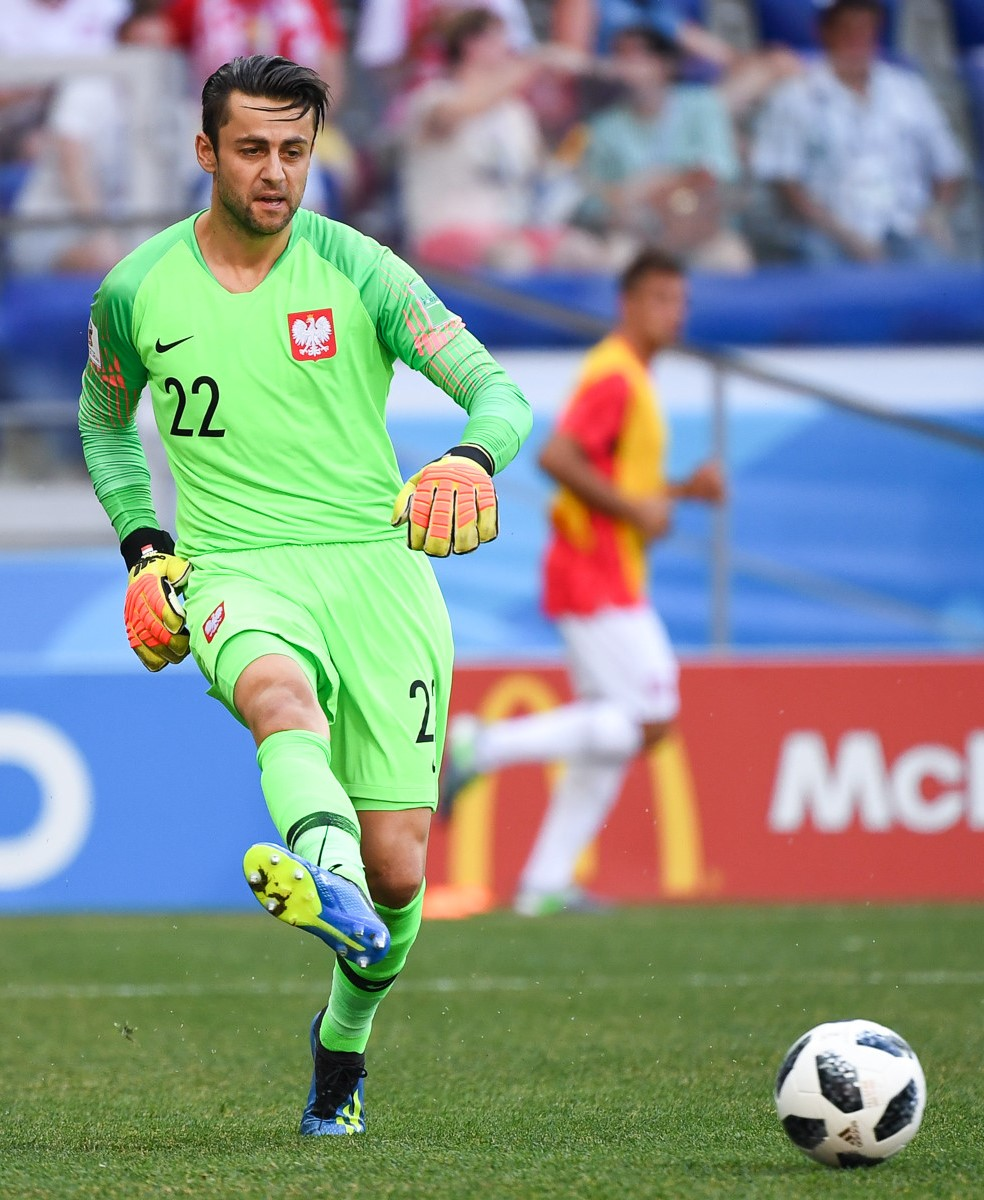
Łukasz Fabiański podczas MŚ 2018

Występował w reprezentacjach Polski różnych kategorii wiekowych, w tym w drużynie młodzieżowej U-21. W grudniu 2005 wystąpił w meczu kadry „B” prowadzonej przez Edwarda Klejndinsta ze Szkocją, a swój debiut w reprezentacji Polski zaliczył w meczu z Arabią Saudyjską rozegranym 28 marca 2006 jako reprezentant nr 793. W reprezentacji Polski rozegrał 35 meczów.
15 maja 2006 został powołany do kadry narodowej na Mistrzostwa Świata w Piłce Nożnej 2006, jednak jako jeden z niewielu nie zagrał na nich ani minuty.
21 listopada 2007 rozegrał swój pierwszy mecz o punkty w reprezentacji – w zremisowanym 2:2 meczu z Serbią.
W maju 2012 został powołany do szerokiej kadry na Euro 2012, jednak opuścił zgrupowanie z powodu kontuzji barku wykluczającej go z gry. Jego miejsce w reprezentacji zajął Grzegorz Sandomierski.
W 2014, w jesiennych meczach eliminacji Mistrzostw Europy 2016 wraz z Arturem Borucem pełnił rolę rezerwowego bramkarza Reprezentacji Polski. 18 listopada zagrał 45 minut w zremisowanym meczu towarzyskim ze Szwajcarią, puszczając w nim jedną bramkę. 29 marca 2015 został pierwszym bramkarzem w eliminacyjnym meczu z Irlandią. Mecz zakończył się wynikiem 1:1 po golach Sławomira Peszki i Shane’a Longa.
30 maja 2016 został powołany przez selekcjonera Adama Nawałkę do kadry Polski na Mistrzostwa Europy 2016. Na turnieju pełnił funkcję drugiego bramkarza, jednak z powodu kontuzji Wojciecha Szczęsnego wystąpił w zremisowanym 0:0, drugim meczu fazy grupowej przeciwko reprezentacji Niemiec. Był to debiut Fabiańskiego na wielkim turnieju. Z powodu wspomnianego urazu Szczęsnego, rozegrał w bramce reprezentacji także wszystkie następne mecze Polski na Euro 2016 i dotarł z drużyną do ćwierćfinału, gdzie Polska odpadła przegrywając konkurs rzutów karnych z Portugalią.
Następnie, występując w siedmiu meczach eliminacyjnych, był jednym z liderów drużyny, która z pierwszego miejsca w grupie awansowała na Mistrzostwa Świata 2018.
W czerwcu 2018 Fabiański został powołany przez selekcjonera Adama Nawałkę do składu na Mistrzostwa Świata 2018. Był jedynym zawodnikiem z kadry Polski na MŚ 2006 powołanym na turniej w Rosji. Na turnieju wystąpił w wygranym 1:0, ostatnim meczu fazy grupowej z Japonią, broniąc wszystkie trzy strzały przeciwników, natomiast Polska zajmując ostatnie miejsce w grupie odpadła z dalszej rywalizacji.
8 sierpnia 2021 ogłosił zakończenie reprezentacyjnej kariery. Ostatni mecz w kadrze rozegrał 9 października 2021 przeciwko San Marino. Boisko opuścił w 57. minucie, liczbowo równej z liczbą rozegranych przez niego spotkań w kadrze narodowej.

## Statystyki

### Klubowe
(aktualne na 28 października 2024)
| Klub               | Sezon              | Liga               | Liga  | Liga   | Puchar kraju | Puchar kraju | Puchar ligi | Puchar ligi | Europa | Europa | Inne  | Inne   | Suma  | Suma   |
| Klub               | Sezon              | Liga               | Mecze | Bramki | Mecze        | Bramki       | Mecze       | Bramki      | Mecze  | Bramki | Mecze | Bramki | Mecze | Bramki |
| ------------------ | ------------------ | ------------------ | ----- | ------ | ------------ | ------------ | ----------- | ----------- | ------ | ------ | ----- | ------ | ----- | ------ |
| Lech Poznań        | 2004/2005          | I liga             | –     | –      | 1            | 0            | –           | –           | –      | –      | –     | –      | 1     | 0      |
| Legia Warszawa     | 2004/2005          | I liga             | –     | –      | –            | –            | –           | –           | –      | –      | –     | –      | 0     | 0      |
| Legia Warszawa     | 2005/2006          | I liga             | 30    | 0      | –            | –            | –           | –           | 2      | 0      | –     | –      | 32    | 0      |
| Legia Warszawa     | 2006/2007          | I liga             | 23    | 0      | –            | –            | 3           | 0           | 6      | 0      | 1     | 0      | 33    | 0      |
| Legia Warszawa     | Ogólnie            | Ogólnie            | 53    | 0      | 0            | 0            | 3           | 0           | 8      | 0      | 1     | 0      | 65    | 0      |
| Arsenal            | 2007/2008          | Premier League     | 3     | 0      | –            | –            | 5           | 0           | –      | –      | –     | –      | 8     | 0      |
| Arsenal            | 2008/2009          | Premier League     | 6     | 0      | 6            | 0            | 3           | 0           | 3      | 0      | –     | –      | 18    | 0      |
| Arsenal            | 2009/2010          | Premier League     | 4     | 0      | 2            | 0            | 2           | 0           | 2      | 0      | –     | –      | 10    | 0      |
| Arsenal            | 2010/2011          | Premier League     | 14    | 0      | –            | –            | 1           | 0           | 5      | 0      | –     | –      | 20    | 0      |
| Arsenal            | 2011/2012          | Premier League     | –     | –      | 2            | 0            | 3           | 0           | 1      | 0      | –     | –      | 6     | 0      |
| Arsenal            | 2012/2013          | Premier League     | 4     | 0      | –            | –            | –           | –           | 1      | 0      | –     | –      | 5     | 0      |
| Arsenal            | 2013/2014          | Premier League     | 1     | 0      | 6            | 0            | 2           | 0           | 2      | 0      | –     | –      | 11    | 0      |
| Arsenal            | Ogólnie            | Ogólnie            | 32    | 0      | 16           | 0            | 16          | 0           | 14     | 0      | 0     | 0      | 78    | 0      |
| Swansea City       | 2014/2015          | Premier League     | 37    | 0      | 1            | 0            | –           | –           | –      | –      | –     | –      | 38    | 0      |
| Swansea City       | 2015/2016          | Premier League     | 37    | 0      | –            | –            | –           | –           | –      | –      | –     | –      | 37    | 0      |
| Swansea City       | 2016/2017          | Premier League     | 37    | 0      | –            | –            | –           | –           | –      | –      | –     | –      | 37    | 0      |
| Swansea City       | 2017/2018          | Premier League     | 38    | 0      | –            | –            | –           | –           | –      | –      | –     | –      | 38    | 0      |
| Swansea City       | Ogólnie            | Ogólnie            | 149   | 0      | 1            | 0            | 0           | 0           | 0      | 0      | 0     | 0      | 150   | 0      |
| West Ham United    | 2018/2019          | Premier League     | 38    | 0      | –            | –            | –           | –           | –      | –      | –     | –      | 38    | 0      |
| West Ham United    | 2019/2020          | Premier League     | 25    | 0      | 1            | 0            | –           | –           | –      | –      | –     | –      | 26    | 0      |
| West Ham United    | 2020/2021          | Premier League     | 35    | 0      | 2            | 0            | –           | –           | –      | –      | –     | –      | 37    | 0      |
| West Ham United    | 2021/2022          | Premier League     | 37    | 0      | –            | –            | –           | –           | 1      | 0      | –     | –      | 38    | 0      |
| West Ham United    | 2022/2023          | Premier League     | 36    | 0      | 1            | 0            | –           | –           | 0      | 0      | –     | –      | 37    | 0      |
| West Ham United    | 2023/2024          | Premier League     | 10    | 0      | 2            | 0            | 2           | 0           | 9      | 0      | –     | –      | 23    | 0      |
| West Ham United    | 2024/2025          | Premier League     | 2     | 0      | 0            | 0            | 2           | 0           | 0      | 0      | –     | –      | 4     | 0      |
| West Ham United    | Ogólnie            | Ogólnie            | 183   | 0      | 6            | 0            | 4           | 0           | 10     | 0      | 0     | 0      | 203   | 0      |
| Ogólnie w karierze | Ogólnie w karierze | Ogólnie w karierze | 417   | 0      | 24           | 0            | 23          | 0           | 32     | 0      | 1     | 0      | 497   | 0      |

### Reprezentacyjne
| Reprezentacja | Rok  | Mecze | Bramki |
| ------------- | ---- | ----- | ------ |
| Polska        | 2006 | 3     | 0      |
| Polska        | 2007 | 3     | 0      |
| Polska        | 2008 | 6     | 0      |
| Polska        | 2009 | 2     | 0      |
| Polska        | 2010 | 3     | 0      |
| Polska        | 2011 | 3     | 0      |
| Polska        | 2012 | 1     | 0      |
| Polska        | 2013 | 0     | 0      |
| Polska        | 2014 | 1     | 0      |
| Polska        | 2015 | 6     | 0      |
| Polska        | 2016 | 10    | 0      |
| Polska        | 2017 | 4     | 0      |
| Polska        | 2018 | 6     | 0      |
| Polska        | 2019 | 4     | 0      |
| Polska        | 2020 | 3     | 0      |
| Polska        | 2021 | 2     | 0      |
| Ogólnie       |      | 57    | 0      |

| Występy w reprezentacji Polski | Występy w reprezentacji Polski | Występy w reprezentacji Polski         | Występy w reprezentacji Polski | Występy w reprezentacji Polski | Występy w reprezentacji Polski | Występy w reprezentacji Polski | Występy w reprezentacji Polski                          | Występy w reprezentacji Polski |
| Lp.                            | Data                           | Miejsce                                | Przeciwnik                     | Wynik                          | Grał                           | Gole                           | Uwagi                                                   |                                |
| ------------------------------ | ------------------------------ | -------------------------------------- | ------------------------------ | ------------------------------ | ------------------------------ | ------------------------------ | ------------------------------------------------------- | ------------------------------ |
| 1.                             | 28 marca 2006                  | Rijad, Arabia Saudyjska                | Arabia Saudyjska               | 1:2                            | od 84'                         | 0                              | mecz towarzyski, zmienił Jerzego Dudka                  |                                |
| 2.                             | 2 maja 2006                    | Bełchatów, Polska                      | Litwa                          | 0:1                            | od 82'                         | 0                              | mecz towarzyski, zmienił Jerzego Dudka                  |                                |
| 3.                             | 6 grudnia 2006                 | Abu Zabi, ZEA                          | Zjednoczone Emiraty Arabskie   | 2:5                            | do 45'                         | -1                             | mecz towarzyski, zmieniony przez Mariusza Pawełka       |                                |
| 4.                             | 3 lutego 2007                  | Jerez de la Frontera, Hiszpania        | Estonia                        | 4:0                            | do 60'                         | 0                              | mecz towarzyski, zmieniony przez Mariusza Pawełka       |                                |
| 5.                             | 17 października 2007           | Łódź, Polska                           | Węgry                          | 0:1                            | 90'                            | -1                             | mecz towarzyski                                         |                                |
| 6.                             | 21 listopada 2007              | Belgrad, Serbia                        | Serbia                         | 2:2                            | 90'                            | -2                             | el. ME 2008                                             |                                |
| 7.                             | 6 lutego 2008                  | Pafos, Cypr                            | Czechy                         | 2:0                            | od 46'                         | 0                              | mecz towarzyski, zmienił Artura Boruca                  |                                |
| 8.                             | 27 maja 2008                   | Reutlingen, Niemcy                     | Albania                        | 0:1                            | 90'                            | 0                              | mecz towarzyski                                         |                                |
| 9.                             | 20 sierpnia 2008               | Kijów, Ukraina                         | Ukraina                        | 0:1                            | 90'                            | -1                             | mecz towarzyski                                         |                                |
| 10.                            | 6 września 2008                | Wrocław, Polska                        | Słowenia                       | 1:1                            | 90'                            | -1                             | el. MŚ 2010                                             |                                |
| 11.                            | 10 września 2008               | Serravalle, San Marino                 | San Marino                     | 0:2                            | 90'                            | 0                              | el. MŚ 2010, obronił karnego w 4'                       |                                |
| 12.                            | 19 listopada 2008              | Dublin, Irlandia                       | Irlandia                       | 2:3                            | 90'                            | -2                             | mecz towarzyski                                         |                                |
| 13.                            | 11 lutego 2009                 | Vila Real de Santo António, Portugalia | Walia                          | 1:0                            | do 45'                         | 0                              | mecz towarzyski, zmieniony przez Artura Boruca          |                                |
| 14.                            | 1 kwietnia 2009                | Kielce, Polska                         | San Marino                     | 10:0                           | 90'                            | 0                              | el. MŚ 2010                                             |                                |
| 15.                            | 2 czerwca 2010                 | Kufstein, Austria                      | Serbia                         | 0:0                            | 90'                            | 0                              | mecz towarzyski                                         |                                |
| 16.                            | 11 sierpnia 2010               | Szczecin, Polska                       | Kamerun                        | 0:3                            | do 45'                         | -1                             | mecz towarzyski, zmieniony przez Przemysława Tytonia    |                                |
| 17.                            | 17 listopada 2010              | Poznań, Polska                         | Wybrzeże Kości Słoniowej       | 3:1                            | 90'                            | -1                             | mecz towarzyski                                         |                                |
| 18.                            | 7 października 2011            | Seul, Korea Południowa                 | Korea Południowa               | 2:2                            | 90'                            | -2                             | mecz towarzyski, (nieuznawany przez FIFA)               |                                |
| 19.                            | 11 października 2011           | Wiesbaden, Niemcy                      | Białoruś                       | 2:0                            | 90'                            | 0                              | mecz towarzyski                                         |                                |
| 20.                            | 15 listopada 2011              | Poznań, Polska                         | Węgry                          | 2:1                            | 90'                            | -1                             | mecz towarzyski                                         |                                |
| 21.                            | 22 maja 2012                   | Klagenfurt am Wörthersee, Austria      | Łotwa                          | 1:0                            | 90'                            | 0                              | mecz towarzyski                                         |                                |
| 22.                            | 18 listopada 2014              | Wrocław, Polska                        | Szwajcaria                     | 2:2                            | od 46'                         | -1                             | mecz towarzyski, zmienił Artura Boruca                  |                                |
| 23.                            | 29 marca 2015                  | Dublin, Irlandia                       | Irlandia                       | 1:1                            | 90'                            | -1                             | el. ME 2016                                             |                                |
| 24.                            | 13 czerwca 2015                | Warszawa, Polska                       | Gruzja                         | 4:0                            | 90'                            | 0                              | el. ME 2016                                             |                                |
| 25.                            | 4 września 2015                | Frankfurt, Niemcy                      | Niemcy                         | 1:3                            | 90'                            | -3                             | el. ME 2016                                             |                                |
| 26.                            | 7 września 2015                | Warszawa, Polska                       | Gibraltar                      | 8:1                            | 90'                            | -1                             | el. ME 2016                                             |                                |
| 27.                            | 8 października 2015            | Glasgow, Szkocja                       | Szkocja                        | 2:2                            | 90'                            | -2                             | el. ME 2016                                             |                                |
| 28.                            | 11 października 2015           | Warszawa, Polska                       | Irlandia                       | 2:1                            | 90'                            | -1                             | el. ME 2016                                             |                                |
| 29.                            | 23 marca 2016                  | Poznań, Polska                         | Serbia                         | 1:0                            | do 45'                         | 0                              | mecz towarzyski, zmieniony przez Wojciecha Szczęsnego   |                                |
| 30.                            | 6 czerwca 2016                 | Kraków, Polska                         | Litwa                          | 0:0                            | do 45'                         | 0                              | mecz towarzyski, zmieniony przez Artura Boruca          |                                |
| 31.                            | 16 czerwca 2016                | Saint-Denis, Francja                   | Niemcy                         | 0:0                            | 90'                            | 0                              | ME 2016                                                 |                                |
| 32.                            | 21 czerwca 2016                | Marsylia, Francja                      | Ukraina                        | 1:0                            | 90'                            | 0                              | ME 2016                                                 |                                |
| 33.                            | 25 czerwca 2016                | Saint-Étienne, Francja                 | Szwajcaria                     | 1:1 (k. 5:4)                   | 120'                           | -1                             | ME 2016                                                 |                                |
| 34.                            | 30 czerwca 2016                | Marsylia, Francja                      | Portugalia                     | 1:1 (k. 3:5)                   | 120'                           | -1                             | ME 2016                                                 |                                |
| 35.                            | 4 września 2016                | Astana, Kazachstan                     | Kazachstan                     | 2:2                            | 90'                            | -2                             | el. MŚ 2018                                             |                                |
| 36.                            | 8 października 2016            | Warszawa, Polska                       | Dania                          | 3:2                            | 90'                            | -2                             | el. MŚ 2018                                             |                                |
| 37.                            | 11 października 2016           | Warszawa, Polska                       | Armenia                        | 2:1                            | 90'                            | -1                             | el. MŚ 2018                                             |                                |
| 38.                            | 11 listopada 2016              | Bukareszt, Rumunia                     | Rumunia                        | 3:0                            | 90'                            | 0                              | el. MŚ 2018                                             |                                |
| 39.                            | 26 marca 2017                  | Podgorica, Czarnogóra                  | Czarnogóra                     | 2:1                            | 90'                            | -1                             | el. MŚ 2018                                             |                                |
| 40.                            | 1 września 2017                | Kopenhaga, Dania                       | Dania                          | 0:4                            | 90'                            | -4                             | el. MŚ 2018                                             |                                |
| 41.                            | 4 września 2017                | Warszawa, Polska                       | Kazachstan                     | 3:0                            | 90'                            | 0                              | el. MŚ 2018                                             |                                |
| 42.                            | 10 listopada 2017              | Warszawa, Polska                       | Urugwaj                        | 0:0                            | od 45'                         | 0                              | mecz towarzyski, zmienił Artura Boruca                  |                                |
| 43.                            | 23 marca 2018                  | Wrocław, Polska                        | Nigeria                        | 0:1                            | do 45'                         | 0                              | mecz towarzyski, zmieniony przez Bartosza Białkowskiego |                                |
| 44.                            | 8 czerwca 2018                 | Poznań, Polska                         | Chile                          | 2:2                            | od 46'                         | -1                             | mecz towarzyski, zmienił Wojciecha Szczęsnego           |                                |
| 45.                            | 12 czerwca 2018                | Warszawa, Polska                       | Litwa                          | 4:0                            | do 45'                         | 0                              | mecz towarzyski, zmieniony przez Wojciecha Szczęsnego   |                                |
| 46.                            | 28 czerwca 2018                | Wołgograd, Rosja                       | Japonia                        | 1:0                            | 90'                            | 0                              | MŚ 2018                                                 |                                |
| 47.                            | 7 września 2018                | Bolonia, Włochy                        | Włochy                         | 1:1                            | 90'                            | -1                             | LN 2018/2019                                            |                                |
| 48.                            | 11 października 2018           | Chorzów, Polska                        | Portugalia                     | 2:3                            | 90'                            | -3                             | LN 2018/2019                                            |                                |
| 49.                            | 7 czerwca 2019                 | Skopje, Macedonia Północna             | Macedonia Północna             | 1:0                            | 90'                            | 0                              | el. ME 2020                                             |                                |
| 50.                            | 10 czerwca 2019                | Warszawa, Polska                       | Izrael                         | 4:0                            | 90'                            | 0                              | el. ME 2020                                             |                                |
| 51.                            | 6 września 2019                | Lublana, Słowenia                      | Słowenia                       | 0:2                            | 90'                            | -2                             | el. ME 2020                                             |                                |
| 52.                            | 9 września 2019                | Warszawa, Polska                       | Austria                        | 0:0                            | 90'                            | 0                              | el. ME 2020                                             |                                |
| 53.                            | 7września 2020                 | Zenica, Bośnia i Hercegowina           | Bośnia i Hercegowina           | 2:1                            | 90'                            | -1                             | LN 2020/2021                                            |                                |
| 54.                            | 11 października 2020           | Gdańsk, Polska                         | Włochy                         | 0:0                            | 90'                            | 0                              | LN 2020/2021                                            |                                |
| 55.                            | 18 listopada 2020              | Chorzów, Polska                        | Holandia                       | 1:2                            | 90'                            | -2                             | LN 2020/2021                                            |                                |
| 56.                            | 1 czerwca 2021                 | Wrocław, Polska                        | Rosja                          | 1:1                            | 90'                            | -1                             | mecz towarzyski                                         |                                |
| 57.                            | 9 października 2021            | Warszawa, Polska                       | San Marino                     | 5:0                            | 57'                            | 0                              | el. MŚ 2022, zmieniony przez Radosława Majeckiego       |                                |

## Sukcesy

### Legia Warszawa
- Mistrzostwo Polski: 2005/2006

### Arsenal
- Puchar Anglii: 2013/2014

### West Ham United
- Liga Konferencji Europy UEFA: 2022/2023

### Indywidualnie
- Piłkarz Roku w Plebiscycie Piłki Nożnej: 2018[30]
- Piłkarz Roku w Plebiscycie redakcji Sportu (3. miejsce): 2021[31]
- Najlepszy bramkarz Ekstraklasy: 2005/2006, 2006/2007
- Najlepszy bramkarz Premier League według FourFourTwo: 2014/2015[32]
- Złote Buty w Plebiscycie redakcji Sportu: 2006
- Zawodnik sezonu w Swansea City: 2014/2015[33], 2017/2018[34]
- Zawodnik sezonu w West Ham United: 2018/2019[35]

## Odznaczenia
- Odznaka Honorowa „Bene Merito”: 2022[36]

## Życie prywatne
Jego ojciec jest taksówkarzem, a matka – emerytowaną celniczką. Ma młodszego brata Arkadiusza (ur. 1992), który także był bramkarzem.
16 czerwca 2013 poślubił Annę Grygier. Ślub odbył się w Szamotułach. Mają syna Jana (ur. 23 grudnia 2015).
20 marca 2018 został odznaczony tytułem honorowego obywatela Słubic.
O początkach jego kariery piłkarskiej opowiada książka dla dzieci pt. Łukasz Fabiański: Magiczne rękawice autorstwa Marcina Rosłonia. 